# Хэйтон, Барретт
Барретт Хэйтон (англ. Barrett Hayton; род. 9 июня 2000, Питерборо)  — канадский хоккеист, центральный нападающий клуба НХЛ «Юта Маммот».

## Карьера

### Клубная карьера
На юношеском уровне в течение трёх сезонов играл за «Су-Сент-Мари Грейхаундз»; по итогам сезона 2017/18 заработал 60 очков, получив Бобби Смит Трофи, как лучший юный хоккеист. На драфте НХЛ 2018 года был выбран в 1-м раунде под общим 5-м номером клубом «Аризона Койотис».
6 июля 2018 года подписал с «Койотис» трёхлетний контракт новичка. После подписания контракта вернулся в состав «Грейхаундз», в котором отыграл целый сезон в качестве капитана команды и заработал по итогам сезона 66 очков, из которых 40 очков были за голевые передачи.
Дебютировал в НХЛ 10 октября 2019 года в матче с «Вегас Голден Найтс»; матч закончился победой «Койотис» со счётом 4:1 и в этом же матче Хэйтон заработал первое очко в НХЛ. 25 октября в матче с «Нью-Джерси Девилз» забросил первую шайбу в НХЛ, а «Койотис» выиграли матч со счётом 5:3.
Осенью 2020 года играл на правах аренды за финский «Ильвес», сыграв за команду 8 игр и заработав 4 очка. Перед стартом нового сезона вернулся в «Койотис», но в феврале 2021 года был переведён в фарм-клуб «Тусон Роудраннерс», в котором отыграл оставшуюся часть сезона и часть следующего сезона.
20 сентября 2022 года подписал с «Койотис» новый двухлетний контракт. В сезоне 2022/23 его роль в команде возросла, по итогам сезона заработал 43 очка, а 13 марта 2023 года в матче с «Миннесотой Уайлд» заработал 4 очка (оформил дубль и сделал две голевые передачи), а «Аризона» выиграла матч со счётом 5:4 в овертайме.

### Международная
В состав молодёжной сборной Канады играл на МЧМ-2019 и МЧМ-2020; в 2020 году он был капитаном сборной, которая стала чемпионом мира. По итогам турнира Хэйтон заработал 12 очков, став лидером канадцев по набранным очкам и вошёл в Сборную звёзд по итогам турнира.
В 2025 году был включён в состав взрослой сборной Канады на чемпионат мира в Швеции и Дании.

## Статистка

### Международная
| Год                                    | Сборная                                | Турнир                                 | Место                                  |    | И  | Г  | П  | О  | Ш |
| -------------------------------------- | -------------------------------------- | -------------------------------------- | -------------------------------------- | -- | -- | -- | -- | -- | - |
| 2016                                   | Канада Белая                           | КВ                                     | 4                                      | 6  | 1  | 1  | 2  | 2  |   |
| 2017                                   | Канада (юн.)                           | КГГ                                    | 1                                      | 5  | 3  | 3  | 6  | 2  |   |
| 2019                                   | Канада (мол.)                          | МЧМ                                    | 6                                      | 5  | 0  | 4  | 4  | 0  |   |
| 2020                                   | Канада (мол.)                          | МЧМ                                    | 1                                      | 7  | 6  | 6  | 12 | 6  |   |
| Всего на юношеском и молодёжном уровне | Всего на юношеском и молодёжном уровне | Всего на юношеском и молодёжном уровне | Всего на юношеском и молодёжном уровне | 23 | 10 | 14 | 24 | 10 |   |